# Renate Gerlach
Renate Gerlach (* 1957) ist eine deutsche Geoarchäologin.
Renate Gerlach studierte 1977 bis 1984 Geographie, Geschichte und Geologie an der Universität Düsseldorf und promovierte 1988 in Quartärgeologie.
Sie ist als Sachbereichleiterin für Geowissenschaften beim LVR-Amt für Bodendenkmalpflege im Rheinland tätig. Ihr Arbeitsschwerpunkt ist die geoarchäologische Erforschung der holozänen Landschaftsgeschichte, vor allem des Rheinlandes. Seit Februar 2006 ist sie Honorarprofessorin im Bereich der Geoarchäologie am Geographischen Institut der Universität zu Köln.
1994 wurde Renate Gerlach mit dem Albert-Steeger-Preis für „Forschungen im Grenzbereich Geowissenschaften und Archäologie“ ausgezeichnet.